# Férfi egyéni párbajtőrvívás vívómestereknek az 1900. évi nyári olimpiai játékokon
A Párizsban megrendezett 1900. évi nyári olimpiai játékokon a férfi egyéni párbajtőrvívás vívómestereknek egyike volt a hét vívószámnak. 54 vívó indult 6 nemzetből.

## Eredmények

### Első kör
| A csoport | A csoport                                    |
| Helyezés  | Név                                          |
| --------- | -------------------------------------------- |
| 1         | Aufort · Franciaország (FRA)                 |
| 2         | Lézard · Franciaország (FRA)                 |
| 3-6       | Debrinay · Franciaország (FRA)               |
| 3-6       | Deprey · Franciaország (FRA)                 |
| 3-6       | Nau · Franciaország (FRA)                    |
| 3-6       | Antonius van Nieuwenhuizen · Hollandia (NED) |

| B csoport | B csoport                                   |
| Helyezés  | Név                                         |
| --------- | ------------------------------------------- |
| 1         | Pantin · Franciaország (FRA)                |
| 2         | Georges-Joseph Haller · Franciaország (FRA) |
| 3-6       | Assé · Franciaország (FRA)                  |
| 3-6       | Flahaut · Franciaország (FRA)               |
| 3-6       | Joseph-Auguste Métais · Franciaország (FRA) |
| 3-6       | François Sabouric · Franciaország (FRA)     |

| C csoport | C csoport                             |
| Helyezés  | Név                                   |
| --------- | ------------------------------------- |
| 1         | Georges Jourdan · Franciaország (FRA) |
| 2         | Jeanvoix · Franciaország (FRA)        |
| 3-6       | Bormel · Franciaország (FRA)          |
| 3-6       | Roquais · Franciaország (FRA)         |
| 3-6       | Surzet · Franciaország (FRA)          |
| 3-6       | Léon Thiércelin · Haiti (HAI)         |

| D csoport | D csoport                           |
| Helyezés  | Név                                 |
| --------- | ----------------------------------- |
| 1         | Brassart · Franciaország (FRA)      |
| 2         | Lézard · Franciaország (FRA)        |
| 3-6       | Céré · Franciaország (FRA)          |
| 3-6       | Dufraissé · Franciaország (FRA)     |
| 3-6       | L. Garnoty · Franciaország (FRA)    |
| 3-6       | Charles Marty · Franciaország (FRA) |

| E csoport | E csoport                                         |
| Helyezés  | Név                                               |
| --------- | ------------------------------------------------- |
| 1         | Gilbert Bougnol · Franciaország (FRA)             |
| 2         | Hippolyte-Jacques Hyvernaud · Franciaország (FRA) |
| 3-6       | Cléry · Franciaország (FRA)                       |
| 3-6       | Dulau · Franciaország (FRA)                       |
| 3-6       | Lafoucrière · Franciaország (FRA)                 |
| 3-6       | Nègrout · Franciaország (FRA)                     |

| F csoport | F csoport                              |
| Helyezés  | Név                                    |
| --------- | -------------------------------------- |
| 1         | Michel · Franciaország (FRA)           |
| 2         | Félix Ayat · Franciaország (FRA)       |
| 3-6       | Xavier Anchetti · Franciaország (FRA)  |
| 3-6       | Emmanuel Andrieu · Franciaország (FRA) |
| 3-6       | Endrédi Márton · Magyarország (HUN)    |
| 3-6       | Launay · Franciaország (FRA)           |

| G csoport | G csoport                           |
| Helyezés  | Név                                 |
| --------- | ----------------------------------- |
| 1         | Albert Ayat · Franciaország (FRA)   |
| 2         | Henri Laurent · Franciaország (FRA) |
| 3-6       | Ismeretlen                          |

| H csoport | H csoport                                 |
| Helyezés  | Név                                       |
| --------- | ----------------------------------------- |
| 1         | Marie-Louis Damotte · Franciaország (FRA) |
| 2         | Yvon · Franciaország (FRA)                |
| 3-6       | Ismeretlen                                |

| I csoport | I csoport                              |
| Helyezés  | Név                                    |
| --------- | -------------------------------------- |
| 1         | Bézy · Franciaország (FRA)             |
| 2         | Georges Clappier · Franciaország (FRA) |
| 3-6       | Ismeretlen                             |

### Elődöntő
| A elődöntő | A elődöntő                                |
| Helyezés   | Név                                       |
| ---------- | ----------------------------------------- |
| 1          | Georges Jourdan · Franciaország (FRA)     |
| 2          | Lézard · Franciaország (FRA)              |
| 3          | Marie-Louis Damotte · Franciaország (FRA) |
| 4-6        | Aufort · Franciaország (FRA)              |
| 4-6        | Jeanvoix · Franciaország (FRA)            |
| 4-6        | Pantin · Franciaország (FRA)              |

| B elődöntő | B elődöntő                                        |
| Helyezés   | Név                                               |
| ---------- | ------------------------------------------------- |
| 1          | Gilbert Bougnol · Franciaország (FRA)             |
| 2          | Brassart · Franciaország (FRA)                    |
| 3          | Hippolyte-Jacques Hyvernaud · Franciaország (FRA) |
| 4-6        | Félix Ayat · Franciaország (FRA)                  |
| 4-6        | Georges-Joseph Haller · Franciaország (FRA)       |
| 4-6        | Michel · Franciaország (FRA)                      |

| C elődöntő | C elődöntő                             |
| Helyezés   | Név                                    |
| ---------- | -------------------------------------- |
| 1          | Albert Ayat · Franciaország (FRA)      |
| 2          | Henri Laurent · Franciaország (FRA)    |
| 3          | Bézy · Franciaország (FRA)             |
| 4-6        | Georges Clappier · Franciaország (FRA) |
| 4-6        | Lézard · Franciaország (FRA)           |
| 4-6        | Yvon · Franciaország (FRA)             |

### Döntő
| Helyezés | Név                                               |
| -------- | ------------------------------------------------- |
| Arany    | Albert Ayat · Franciaország (FRA)                 |
| Ezüst    | Gilbert Bougnol · Franciaország (FRA)             |
| Bronz    | Henri Laurent · Franciaország (FRA)               |
| 4        | Hippolyte-Jacques Hyvernaud · Franciaország (FRA) |
| 5        | Marie-Louis Damotte · Franciaország (FRA)         |
| 6        | J. Brassard · Franciaország (FRA)                 |
| 7        | Sylvain Lézard · Franciaország (FRA)              |
| 8        | Georges Jourdan · Franciaország (FRA)             |
| 9        | Raoul Bézy-Bideau · Franciaország (FRA)           |